# Temnorhinus
Temnorhínus — рід жуків родини Довгоносики (Curculionidae).

## Зовнішній вигляд
Жуки цього роду мають середні та досить великі розміри: 7.5- 18.5 мм у довжину. Основні ознаки:
- головотрубка коротка, звужена конічно до вершини, посередині з чітким гострим кілем, що доходить до опуклого трикутного майданчика на вершині;
- 1-й  членик джгутика вусиків товстий, майже втричі коротший за 2-й;
- очі загострені донизу, їх передні краї закруглені, а задні — прямі;
- надкрила при основі не ширші або лише трохи ширші за передньоспинку і закруглені разом;
- членики лапок, особливо задніх, видовжені, 2-й членик задніх лапок не довший за 3-й;
- тіло зверху вкрите загостреними лусочками або волосками.

Фотографії видів цього роду дивись на.

## Спосіб життя
Вивчений, фактично, лише для одного виду —  Temnorhinus hololeucus і є типовим для представників Cleonini.
Життєвий цикл цього виду у Казахстані й Середній Азії пов'язаний із кураєм, лутигою, саксаулом та іншими лободовими. Дорослі жуки живляться листям і молодими пагонами. Яйця відкладаються на кореневу шийку або основу кореня у заглиблення, що вигризла самиця. Розвиток личинки відбувається всередині рослинних тканин, або ж зовні, на поверхні стебла або кореня. В останньому варіанті личинка будує навколо себе камеру з часток ґрунту, яка закриває личинку, неначе щиток. У камері ж відбувається заляльковування. Імаго нового покоління лишається у камері до весни або виходить назовні, живиться листям і зимує у ґрунті.

## Географічне поширення
Переважна більшість видів цього роду мешкають у межах Західної Палеарктики: на півдні Європейської частини Росії, в Закавказзі, Західному Сибіру, Середній Азії, Афганістані, Туреччині, Ірані, Казахстані, Монголії та Китаї. Разом з тим ареали деяких охоплюють Іспанію, південні частини Франції, Італії, Північну Африку, Близький Схід, Аравійський півострів та Пакистан, окремі види — складова фаун Східної та Південної Африки, азійських субтропіків та тропіків. Один вид (Temnorhinus hololeucus) мешкає в Південній Україні (степи, Гірський Крим), це західна межа його ареалу в Європі.

## Класифікація
Описано щонайменше 28 видів роду Temnorhinchus, вони розподілені на три підроди. Перелік їх наведений нижче:
| subgenus Fabiocleonus Arzanov, 2006 - Temnorhinchus mendicus (Gyilenhal, 1834) subgenus Massimocleonus Arzanov, 2006 - Temnorhinchus arabs (Olivier, 1807) - Temnorhinchus betae Perrin, 1970 - Temnorhinchus cylindricus (Gebler, 1841) - Temnorhinchus discrepans Ter-Minasian, 1988b - Temnorhinchus elongatus (Gebler, 1844) - Temnorhinchus heros Suvorov, 1910 - Temnorhinchus nasutus (Hochhuth, 1847) - Temnorhinchus oryx (Reitter, I897) - Temnorhinchus perforatus Faust, 1904 - Temnorhinchus paludani (Voss, 1955) | subgenus Temnorhinus Chevrolat, 1872 - Temnorhinchus albofimbriatus Chevrolat, 1873 - Temnorhinchus brevirostris (Gyilenhal. 1834) - Temnorhinchus desbrochersi Petri, 1914 - Temnorhinchus hololeucus (Pallas, 1781) - Temnorhinchus interposilus Voss, 1959 - Temnorhinchus inustulatus Voss, 1960 - Temnorhinchus kirguisicus Chevrolat, 1873 - Temnorhinchus limbifer Faust, 1904 - Temnorhinchus martini Faust, 1904 - Temnorhinchus menozzii F. Solari, 1950 - Temnorhinchus mixtus (Fabricius, 1792) - Temnorhinchus morettiae Voss, 1963 - Temnorhinchus seductus Faust, 1904 - Temnorhinchus seurati (Peyerimhoff, 1927) - Temnorhinchus subcylindricus (Petri, 1908) - Temnorhinchus turbinatus (Chevrolat, 1869) - Temnorhinchus verecundus (Faust, 1883) |

## Практичне значення
Деякі види цього роду вказувались серед шкідників буряків. Але даних про реальні економічні збитки при цьому не наводилось.